# Zorawar Andranik (stacja metra)
Zorawar Andranik (orm. Զորավար Անդրանիկ, pol. Generał Andranik) – stacja metra w Erywaniu, oddana do użytku w grudniu 1989 roku. Do 1992 nosiła nazwę "Hoktemberian". Aktualna nazwa upamiętnia Andranika Ozaniana, powszechnie określanego w Armenii mianem generała Andranika. 